# Gymnastique artistique aux Jeux olympiques d'été de 2012 - anneaux hommes
Navigation
Pékin 2008 Rio de Janeiro 2016
La finale du concours des anneaux hommes de gymnastique artistique des Jeux olympiques d'été de 2012 organisés à  Londres (Royaume-Uni), se déroule à la North Greenwich Arena le 6 août 2012.

## Médaillés
| Or             | Argent      | Bronze         |
| Arthur Zanetti | Chen Yibing | Matteo Morandi |

## Faits marquants
La victoire revient au Brésilien Arthur Zanetti avec un score de 15.900. Il devance le Chinois Chen Yibing (15.800) et l'Italien Matteo Morandi (15.733).

## Résultats

### Finale
| Rang               | Gymnaste           | Pays       | Score D | Score E | Pen. | Total  |
| ------------------ | ------------------ | ---------- | ------- | ------- | ---- | ------ |
| Médaille d'or      | Arthur Zanetti     | Brésil     | 6.800   | 9.100   |      | 15.900 |
| Médaille d'argent  | Chen Yibing        | Chine      | 6.800   | 9.000   |      | 15.800 |
| Médaille de bronze | Matteo Morandi     | Italie     | 6.800   | 8.933   |      | 15.733 |
| 4                  | Aleksandr Balandin | Russie     | 6.700   | 8.966   |      | 15.666 |
| 5                  | Denis Ablyazin     | Russie     | 6.600   | 9.033   |      | 15.633 |
| 6                  | Tommy Ramos        | Porto Rico | 6.800   | 8.800   |      | 15.600 |
| 7                  | Jordan Jovtchev    | Bulgarie   | 6.600   | 8.508   |      | 15.108 |
| 8                  | Federico Molinari  | Argentine  | 6.700   | 8.033   |      | 14.733 |

### Qualifications
| Rang | Gymnaste           | Pays       | Score D | Score E | Pen. | Total  |
| ---- | ------------------ | ---------- | ------- | ------- | ---- | ------ |
| 1    | Chen Yibing        | Chine      | 6.800   | 9.058   |      | 15.858 |
| 2    | Matteo Morandi     | Italie     | 6.800   | 8.966   |      | 15.766 |
| 3    | Aleksandr Balandin | Russie     | 6.700   | 8.966   |      | 15.666 |
| 4    | Arthur Nabarrete   | Brésil     | 6.500   | 9.116   |      | 15.616 |
| 5    | Denis Ablyazin     | Russie     | 6.600   | 8.900   |      | 15.500 |
| 6    | Tommy Ramos        | Porto Rico | 6.800   | 8.700   |      | 15.500 |
| 7    | Federico Molinari  | Argentine  | 6.700   | 8.633   |      | 15.333 |
| 8    | Jordan Jovtchev    | Bulgarie   | 6.600   | 8.708   |      | 15.308 |